# Captain (manga)
Captain (キャプテン Kyaputen?) es una serie manga sobre béisbol escrita y dibujada por Akio Chiba que se publicó en Monthly Shōnen Jump (por la editorial Shueisha) desde 1972 a 1979. Esta serie se publicó conjuntamente con otro maga de Chiba Play Ball, publicado en la Weekly Shōnen Jump (también por la editorial Shueisha) desde 1973 a 1978. Captain, conjunto Play Ball, ganó el 22 Shogakukan Manga Award por un manga shōnen en 1977.
El manga fue adaptado a película por el estudio Eiken y lanzada en cines el 18-07-1981. También fue lanzado el capítulo 26 del anime emitido en la NTV desde 01-10-1983 a 07-04-1983. La serie de televisión también fue dirigida por Satoshi Dezaki. La serie Captain consiguió el puesto 95 de los 100 animes de todos los tiempos en la encuesta por web llevada a cabo por TV Asahi en el 2005. En una encuesta de TV Asahi de 2006 de celebridades japonesas, la serie de TV Captain ocupó el puesto 13 en una lista de las 100 mejores respuestas.
La historia cuenta con 4 capitanes. Cuando el capitán se gradúa de la escuela, el próximo capitán se convierte en el protagonista.

## Film

### Personal
- Original Creator: Akio Chiba
- Planning: Takeshi Yoshikawa (NTV)
- Producers: Tōru Horikoshi (NTV), Masayasu Sagisu (Eiken)
- Director: Satoshi Dezaki
- Production Assistant: Hiroyuki Kamii
- Animation Directors: Shigetaka Shimizu, Keizō Shimizu
- Screenplay: Noboru Shiroyama
- Photographer: Shin Iizuka
- Music: Toshiyuki Kimori
- Art Director: Moritoshi Endō
- Audio Director: Hiroshi Sakonjō
- Editors: Toshiaki Yabuki, Masahiko Kawana

Sources:

## TV series

### Personal
- Original Creator: Akio Chiba
- Planning: Takeshi Yoshikawa (NTV)
- Producers: Tōru Horikoshi (NTV), Masayasu Sagisu (Eiken)
- Director: Satoshi Dezaki
- Scripts: Noboru Shiroyama, Keisuke Fujikawa
- Animation Directors: Shigetaka Shimizu, Keizō Shimizu
- Music: Toshiyuki Kimori

### Theme songs
Both songs were composed and arranged by Toshiyuki Kimori, with lyrics by Michio Yamagami. Vocals were by 99Harmony.
- Opening: Kimi wa Nanika ga Dekiru
- Ending: Arigatō